# Statistiche e record del Pisa Sporting Club
Questa voce raccoglie tutte le statistiche e i record, sia di squadra che individuali, dell'A.C. Pisa 1909 nella sua secolare attività calcistica.

## Statistiche di squadra

### Bilancio incontri
| Competizione                         | G    | V    | N    | P    | GF   | GS   |
| ------------------------------------ | ---- | ---- | ---- | ---- | ---- | ---- |
| Campionato                           | 3373 | 1252 | 1043 | 1082 | 4038 | 3686 |
| Coppa Italia                         | 147  | 49   | 33   | 65   | 177  | 204  |
| Coppa Italia L.Pro/Semiprof./Serie C | 137  | 70   | 34   | 33   | 212  | 139  |
| Coppa Italia Serie D/Dilettanti      | 18   | 12   | 3    | 3    | 26   | 11   |
| Coppa Mitropa                        | 8    | 6    | 1    | 1    | 14   | 3    |
| Supercoppa Mitropa                   | 2    | 1    | 0    | 1    | 3    | 4    |
| Coppa Anglo-Italiana                 | 12   | 5    | 2    | 5    | 16   | 17   |
| TOTALE                               | 3697 | 1395 | 1116 | 1182 | 4484 | 4064 |

Codici:

G: Partite giocate,
V: Partite vinte,
N: Partite pareggiate,
P: Partite perse,
GF: Goal fatti,
GS: Goal subiti.

Dati aggiornati fino al 31 dicembre 2020 (Solo incontri ufficiali).
Fonte: C.Fontanelli

### Partecipazione ai campionati
Campionati nazionali
| Livello | Categoria                           | Partecipazioni | Debutto   | Ultima stagione | Totale |
| ------- | ----------------------------------- | -------------- | --------- | --------------- | ------ |
| 1°      | Prima Categoria                     | 5              | 1912-1913 | 1920-1921       | 17     |
| 1°      | Prima Divisione                     | 5              | 1921-1922 | 1925-1926       | 17     |
| 1°      | Serie A                             | 7              | 1968-1969 | 1990-1991       | 17     |
| 2°      | Prima Divisione                     | 3              | 1926-1927 | 1928-1929       | 37     |
| 2°      | Serie B                             | 34             | 1934-1935 | 2020-2021       | 37     |
| 3°      | Prima Divisione                     | 6              | 1929-1930 | 1945-1946       | 39     |
| 3°      | Serie C                             | 18             | 1952-1953 | 2018-2019       | 39     |
| 3°      | Serie C1                            | 9              | 1978-1979 | 2006-2007       | 39     |
| 3°      | Lega Pro Prima Divisione            | 4              | 2010-2011 | 2013-2014       | 39     |
| 3°      | Lega Pro                            | 2              | 2014-2015 | 2015-2016       | 39     |
| 4°      | Serie C2                            | 3              | 1996-1997 | 1998-1999       | 6      |
| 4°      | IV Serie                            | 2              | 1954-1955 | 1955-1956       | 6      |
| 4°      | Campionato Interregionale - 2° cat. | 1              | 1957-1958 | 1957-1958       | 6      |
| 5°      | Campionato Nazionale Dilettanti     | 1              | 1995-1996 | 1995-1996       | 2      |
| 5°      | Serie D                             | 1              | 2009-2010 | 2009-2010       | 2      |

La formazione nerazzurra undicesima nella Serie A 1982-1983

In 100 stagioni sportive disputate dall'esordio in una competizione ufficiale, sono escluse le annate 1956-1957 e 1994-1995 nelle quali il Pisa militava nel massimo torneo Regionale e i tornei non ufficiali giocati nei periodi Bellici dal 1916 al 1919 e dal 1944 al 1946 .
Campionati regionali
| Livello | Categoria  | Partecipazioni | Debutto   | Ultima stagione | Totale |
| ------- | ---------- | -------------- | --------- | --------------- | ------ |
| I       | Promozione | 1              | 1956-1957 | 1956-1957       | 2      |
| I       | Eccellenza | 1              | 1994-1995 | 1994-1995       | 2      |

### Partecipazione alle coppe

Il Pisa festeggia nel 1985 la prima Mitropa Cup della sua storia

Il miglior risultato della storia nerazzurra nella massima coppa nazionale è la semifinale raggiunta nell'edizione 1988-1989, in cui è uscito sconfitto dal doppio confronto contro il Napoli mentre, è riuscito a vincere un'edizione della Coppa Italia Serie C nel 1999-2000. Inoltre nelle sue 7 partecipazioni alle coppe europee non UEFA è riuscito a vincere due edizioni della Coppa Mitropa, una delle più antiche competizioni internazionali per club, nel 1985-1986 e nel 1987-1988; Coppa Mitropa di cui, in quanto ad affermazioni totali, risulta secondo solo dietro al Bologna.
Coppe nazionali
| Categoria                             | Partecipazioni | Debutto   | Ultima stagione | Totale |
| ------------------------------------- | -------------- | --------- | --------------- | ------ |
| Coppa Italia                          | 42             | 1935-1936 | 2020-2021       | 42     |
| Coppa Italia Semiprofessionisti       | 7              | 1972-1973 | 1978-1979       | 26     |
| Coppa Italia Serie C                  | 13             | 1996-1997 | 2018-2019       | 26     |
| Coppa Italia Lega Pro                 | 6              | 2010-2011 | 2015-2016       | 26     |
| Coppa Italia Dilettanti (Fase C.N.D.) | 1              | 1995-1996 | 1995-1996       | 2      |
| Coppa Italia Serie D                  | 1              | 2009-2010 | 2009-2010       | 2      |

Coppe europee
| Categoria             | Partecipazioni | Debutto   | Ultima stagione |
| --------------------- | -------------- | --------- | --------------- |
| Torneo Anglo-Italiano | 3              | 1979      | 1993-1994       |
| Coppa Mitropa         | 3              | 1985-1986 | 1991            |
| Supercoppa Mitropa    | 1              | 1989      | 1989            |

### Altri record di squadra
Il miglior risultato della storia nerazzurra nelle competizioni nazionali è il 2º posto nel Campionato di Prima Categoria 1920-1921, massima serie dell'epoca. Il Pisa è anche al 18º posto nella speciale classifica perpetua del campionato italiano di calcio pre-serie A a girone unico.
Le seguenti tabelle contengono i record in una singola stagione del Pisa in Serie A e Serie B post 1929.
I dati si riferiscono alle sole partite di campionato e sono aggiornati al 31 luglio 2020
| Record in una singola stagione di Serie A a girone unico - Miglior risultato in classifica 11º posto nella stagione 1982-1983 - Maggior numero di reti realizzate 34 reti nella stagione 1990-1991 - Maggior numero di reti subite 60 reti nella stagione 1990-1991 - Maggior numero di vittorie 8 vittorie nella stagione 1990-1991 - Maggior numero di sconfitte 20 sconfitte nella stagione 1990-1991 - Maggior numero di pareggi 16 pareggi nella stagione 1983-1984 - Peggior risultato in classifica 17º posto nella stagione 1988-1989 - Minor numero di reti realizzate 20 reti nella stagione 1983-1984 - Minor numero di reti subite 27 reti nella stagione 1982-1983 - Minor numero di vittorie 3 vittorie nella stagione 1983-1984 - Minor numero di sconfitte 11 sconfitte nella stagione 1983-1984 - Minor numero di pareggi 6 pareggi nella stagione 1990-1991 | Record in una singola stagione di Serie B - Miglior risultato in classifica 1º posto nella stagione 1984-1985 1º posto nella stagione 1986-1987 - Maggior numero di reti realizzate 63 reti nella stagione 1948-1949 - Maggior numero di reti subite 62 reti nella stagione 1939-1940 - Maggior numero di vittorie 19 vittorie nella stagione 1947-1948 - Maggior numero di sconfitte 18 sconfitte nella stagione 2008-2009 - Maggior numero di pareggi 21 pareggi nella stagione 2016-2017 - Peggior risultato in classifica 22º posto nella stagione 2016-2017 - Minor numero di reti realizzate 23 reti nella stagione 2016-2017 - Minor numero di reti subite 23 reti nella stagione 1989-1990 - Minor numero di vittorie 6 vittorie nella stagione 2016-2017 - Minor numero di sconfitte 5 sconfitte nella stagione 1984-1985 - Minor numero di pareggi 6 pareggi nella stagione 1941-1942 |

Le seguenti tabelle contengono i record in una singola partita del Pisa.
I dati si riferiscono alle sole partite di campionato e sono aggiornati al 31 ottobre 2020

## Record nei singoli incontri assoluto
- Vittoria interna con il massimo scarto

Pisa-CS Firenze 9-0 (Prima Categoria 1919-1920)
- Vittoria esterna con il massimo scarto

Libertas Firenze-Pisa 0-6 (Prima Categoria 1914-1915)
- Pareggio interno con maggior numero di reti realizzate

Pisa-Ruentes Rapallo 4-4 (Prima Divisione 1929-1930)
Pisa-Spal 4-4 (Serie B 1935-1936)
Pisa-Atalanta 4-4 (Serie B 1939-1940)
- Pareggio esterno con il maggior numero di reti realizzate

Messina-Pisa 4-4 (Serie B 1934-1935)
L.R. Vicenza-Pisa 4-4 (Serie B 2020-2021)
- Sconfitta interna con il massimo scarto

Pisa-Bologna 0-6 (Prima Divisione 1925-1926)
- Sconfitta esterna con il massimo scarto

Pro Vercelli-Pisa 9-0 (Serie B 1937-1938)
- Partita interna con il maggior numero di reti complessivamente realizzate

Pisa-Gerbi pisa 8-2 (Prima Categoria 1919-1920)
Pisa-Alfeagas Uliveto 6-4 (Promozione Toscana 1956-1957)
- Partita esterna con il maggior numero di reti complessivamente realizzate

Virtus Juventusque-Pisa 4-6 (Prima Categoria 1914-1915)
Palermo-Pisa 7-3 (Serie B 1937-1938)

## Record nei singoli incontri nella serie A a girone unico
- Vittoria interna con il massimo scarto

Pisa-Lecce 4-0 (1990-1991)
- Vittoria esterna con il massimo scarto

Torino-Pisa 0-2 (1982-1983)
Roma-Pisa 0-2 (1990-1991)
- Pareggio interno con maggior numero di reti realizzate

Pisa-Vicenza 2-2 (1968-1969)
Pisa-Lazio 2-2 (1983-1984)
Pisa-Bologna 2-2 (1990-1991)
- Pareggio esterno con il maggior numero di reti realizzate

Ascoli-Pisa 2-2 (1982-1983)
Ascoli-Pisa 2-2 (1987-1988)
- Sconfitta interna con il massimo scarto

Pisa-Fiorentina 0-4 (1990-1991)
Pisa-Juventus 1-5 (1990-1991)
- Sconfitta esterna con il massimo scarto

Fiorentina-Pisa 4-0 (1990-1991)
Inter-Pisa 4-0 (1968-1969)
- Partita interna con il maggior numero di reti complessivamente realizzate

Pisa-Roma 2-4 (1985-1986)
Pisa-Juventus 1-5 (1990-1991)
- Partita esterna con il maggior numero di reti complessivamente realizzate

Inter-Pisa 6-3 (1990-1991)

## Record nei singoli incontri nella Coppa Italia
- Vittoria interna con il massimo scarto

Pisa-Virtus Entella 6-2 (1936-1937)
Pisa-RapalloBogliasco 4-0 (2014-2015)
Pisa-Sestri Levante 4-0 (2015-2016)
- Vittoria esterna con il massimo scarto

Lucchese-Pisa 0-4 (1958-1959)
- Sconfitta interna con il massimo scarto

Pisa-Venezia 0-4 (1941-42)
- Sconfitta esterna con il massimo scarto

Alessandria-Pisa 5-0 (1958-1959)
- Pareggio interno con maggior numero di reti realizzate

Pisa-Modena 2-2 (1985-1986)
Pisa-Foggia 2-2 (1992-1993)
Pisa-Genoa 2-2 (2000-2001)
- Pareggio esterno con il maggior numero di reti realizzate

Cremonese-Pisa 3-3 (2018-2019)
- Partita interna con il maggior numero di reti complessivamente realizzate

Pisa-Virtus Entella 6-2 (1936-1937)
- Partita esterna con il maggior numero di reti complessivamente realizzate

SPAL-Pisa 3-6 (1984-1985)

## Record nei singoli incontri in Serie B
- Vittoria interna con il massimo scarto

Pisa-Derthona 8-0 (1934-1935)
Pisa-Casale 8-0 (1938-1939)
- Vittoria esterna con il massimo scarto

Juve Stabia-Pisa 1-5 (1951-1952)
Frosinone-Pisa 1-5 (2007-2008)
- Sconfitta interna con il massimo scarto

Pisa-Pro Vercelli 0-4 (1939-1940)
- Sconfitta esterna con il massimo scarto

Pro Vercelli-Pisa 9-0 (1937-1938)
- Pareggio interno con maggior numero di reti realizzate

Pisa-S.P.A.L. 4-4 (1935-1936)
Pisa-Atalanta 4-4 (1939-1940)
- Pareggio esterno con il maggior numero di reti realizzate

Messina-Pisa 4-4 (1934-1935)
L.R. Vicenza-Pisa 4-4 (2020-2021)
- Partita interna con il maggior numero di reti complessivamente realizzate

Pisa-Derthona 8-0 (1934-1935)
Pisa-S.P.A.L. 4-4 (1935-1936)
Pisa-Casale 8-0 (1938-1939)
Pisa-Siracusa 6-2 (1948-1949)
Pisa-Atalanta 4-4 (1939-1940)
Pisa-Bari 5-3 (1950-1951)
- Partita esterna con il maggior numero di reti complessivamente realizzate

Palermo-Pisa 7-3 (1937-1938)

## Record nei singoli incontri in Serie C
- Vittoria interna con il massimo scarto

Pisa-Rivarolese 6-0 (1931-1932)
- Vittoria esterna con il massimo scarto

Grosseto-Pisa 1-5 (1933-1934)
- Sconfitta interna con il massimo scarto

Pisa-Siena 0-4 (1932-1933)
- Sconfitta esterna con il massimo scarto

Reggiana-Pisa 6-0 (1952-1953)
- Pareggio interno con maggior numero di reti realizzate

Pisa-Rapallo Ruentes 4-4 (1929-1930)
- Pareggio esterno con il maggior numero di reti realizzate

Andrea Doria-Pisa 3-3 (1931-1932)
Pontedera-Pisa 3-3 (1933-1934)
- Partita interna con il maggior numero di reti complessivamente realizzate

Pisa-Rapallo Ruentes 4-4 (1929-1930)
Pisa-Carrarese 6-2 (1931-1932)
- Partita esterna con il maggior numero di reti complessivamente realizzate

Lecce-Pisa 6-2 (1953-1954)

## Record nei singoli incontri nelle competizioni internazionali
- Vittoria interna con il massimo scarto

Pisa-Vàcci Izzo 3-0 (Coppa Mitropa 1987-1988)
Pisa-Rad Beograd 4-1 (Coppa Mitropa 1991)
- Vittoria esterna con il massimo scarto

Charlton Athletic-Pisa 0-3 (Coppa Anglo-Italiana 1993-1994)
- Sconfitta interna con il massimo scarto

Pisa-Tranmere Rovers 0-1 (Coppa Anglo-Italiana 1992-1993)
- Sconfitta esterna con il massimo scarto

Nuneaton Town F.C.-Pisa 3-0 (Coppa Anglo-Italiana 1979)
Baník Ostrava-Pisa 3-0 (Supercoppa Mitropa 1989)
Derby County-Pisa 3-0 (Coppa Anglo-Italiana 1992-1993)
- Pareggio interno con maggior numero di reti realizzate

Pisa-Bolton Wanderers 1-1 (Coppa Anglo-Italiana 1993-1994)
- Pareggio esterno con il maggior numero di reti realizzate

West Ham United-Pisa 0-0 (Coppa Anglo-Italiana 1992-1993)
- Partita interna con il maggior numero di reti complessivamente realizzate

Pisa-Bristol City 4-3 (Coppa Anglo-Italiana 1992-1993)
- Partita esterna con il maggior numero di reti complessivamente realizzate

Notts County-Pisa 3-2 (Coppa Anglo-Italiana 1993-1994)

## Statistiche individuali

### Lista dei capitani
| Calciatore          | Ruolo | Stagioni al club            | Stagioni da capitano | Presenze | Reti |
| ------------------- | ----- | --------------------------- | -------------------- | -------- | ---- |
| …                   |       |                             |                      |          |      |
| Enzo Loni           | A     | 1945-1957                   | 1950-1957 (7)        | 289      | 78   |
| Giancarlo Virgili   | C     | 1952-1959                   | 1957-1959 (2)        | 118      | 0    |
| Alfonso Sicurani    | C     | 1956-1960                   | 1959-1960 (1)        | 126      | 27   |
| Arnaldo Felloni     | D     | 1957-1961                   | 1960-1961 (1)        | 138      | 1    |
| Lino De Petrillo    | C     | 1961-1964                   | 1961-1964 (4)        | 105      | 4    |
| Adelio Colombo      | A     | 1964-1967                   | 1964-1966 (2)        | 98       | 7    |
| Piero Gonfiantini   | D     | 1966-1976                   | 1966-1973 (7)        | 315      | 0    |
| Antonio Baldoni     | C     | 1969-1970 e 1971-1978       | 1973-1978 (5)        | 211      | 12   |
| Giorgio Barbana     | A     | 1976-1980                   | 1978-1980 (2)        | 129      | 44   |
| Luigi Gozzoli       | C     | 1980-1983                   | 1980-1983 (4)        | 105      | 1    |
| Arturo Vianello     | D     | 1979-1984                   | 1983-1984 (1)        | 135      | 1    |
| Klaus Berggreen     | C     | 1982-1986                   | 1984-1986 (2)        | 124      | 29   |
| Paolo Giovannelli   | C     | 1983-1987                   | 1986-1987 (1)        | 98       | 4    |
| Bruno Caneo         | C     | 1984-1988                   | 1987-1988 (1)        | 118      | 7    |
| Mario Faccenda      | D     | 1986-1989                   | 1988-1989 (1)        | 86       | 4    |
| Stefano Cuoghi      | C     | 1986-1990                   | 1989-1990 (1)        | 107      | 11   |
| Lamberto Piovanelli | A     | 1986-1991                   | 1990-1991 (1)        | 132      | 40   |
| Roberto Bosco       | D     | 1989-1994                   | 1991-1994 (3)        | 157      | 4    |
| Lido Malasoma       | C     | 1994-1995                   | 1994-1995 (1)        | 21       | 0    |
| Gianluca Signorini  | D     | 1978-1979 e 1995-1996       | 1995-1996 (1)        | 32       | 3    |
| Davide Lucarelli    | D     | 1986-1991 e 1995-1997       | 1996-1997 (1)        | 192      | 6    |
| Davide Cei          | D     | 1997-1999                   | 1997-1999 (2)        | 57       | 1    |
| Raffaele Quaranta   | C     | 1999-2000                   | 1999-2000 (1)        | 29       | 1    |
| Gabriele Baraldi    | D     | 1999-2001                   | 2000-2001 (1)        | 58       | 1    |
| Emiliano Niccolini  | D     | 1994-2005                   | 2001-2005 (5)        | 212      | 50   |
| Eddy Baggio         | A     | 2005-2008                   | 2005-2006 (1)        | 35       | 15   |
| Fabrizio Ferrigno   | C     | 2006-2007                   | 2006-2007 (1)        | 28       | 8    |
| Diego Raimondi      | D     | 2006-2009 e 2011-2012       | 2007-2009 (2)        | 101      | 4    |
| Edoardo Braiati     | D     | 2006-2009                   | 2009 (1)             | 99       | 3    |
| Davide Vagnati      | C     | 2009-2010                   | 2009-2010 (1)        | 29       | 7    |
| Marco Carparelli    | A     | 2009-2012                   | 2010-2012 (2)        | 67       | 26   |
| Francesco Favasuli  | C     | 2010-2014                   | 2012-2014 (2)        | 108      | 20   |
| Stefano Morrone     | C     | 2014-2015                   | 2014-2015 (1)        | 23       | 4    |
| Paolo Rozzio        | D     | 2012-2016                   | 2015-2016 (1)        | 78       | 4    |
| Daniele Mannini     | C     | 2003-2004, 2014 e 2015-2018 | 2016-2018 (2)        | 140      | 18   |
| Davide Moscardelli  | A     | 2018-2020                   | 2018-2020 (2)        | 56       | 17   |
| Robert Gucher       | C     | 2020-                       | 2020- (2)            | 185      | 13   |

Dati aggiornati al 27 luglio 2022.

### Record di presenze
- 317  Fabrizio Barontini (1960-1974)
- 315  Piero Gonfiantini (1966-1976)
- 288  Enzo Loni (1945-1956)
- 279  Luciano Nicolini (1946-1954)
- 230  Roberto Gasparroni (1963-1972, 1974-1975)
- 227  Massimo Luperini (1969-1978)
- 212  Emiliano Niccolini (1994-2005)
- 211  Antonio Baldoni (1969-1970, 1971-1978)
- 208  Alessandro Mannini (1978-1987)
- 205  Mario Tonali (1934-1941)

| Serie A - 89 Alessandro Mannini (1982-1984, 1985-1986) - 86 Klaus Berggreen (1982-1984, 1985-1986) - 85 Aldo Dolcetti (1987-1989, 1990-1991) - 80 Davide Lucarelli (1987-1989, 1990-1991) - 69 Lamberto Piovanelli (1987-1989, 1990-1991) - 63 Antonio Cavallo (1985-1986, 1987-1989, 1990) - 56 Daniele Bernazzani (1982-1984, 1985-1986) 56 Stefano Garuti (1982-1984) - 55 Ferruccio Mariani (1982-1984, 1985-1986) - 54 Mario Faccenda (1987-1989) 54 Attilio Sorbi (1982-1984) | Serie B - 211 Enzo Loni (1946-1952) - 205 Mario Tonali (1934-1941) - 192 Luciano Nicolini (1946-1952) - 159 Fabrizio Barontini (1965-1968, 1969-1971) - 154 Natale Faccenda (1937-1940, 1941-1943) - 152 Roberto Gasparroni (1965-1968, 1969-1971) - 149 Piero Gonfiantini (1966-1968, 1969-1971) - 126 Roberto Bosco (1989-1990, 1991-1994) - 125 Giorgio Giorgioni (1946-1950) - 122 Varo Bravetti (1948-1951) |

| Serie C1 - 207 Antonio Baldoni (1971-1978) - 200 Massimo Luperini (1971-1978) - 165 Corrado Leardi (1971-1976) - 162 Fabrizio Rapalini (1971-1979) - 145 Maurizio Scotto (1972-1977) - 138 Fabrizio Barontini (1960-1965, 1971-1974) - 136 Piero Gonfiantini (1971-1976) - 130 Nevio Vinciarelli (1972-1978) - 113 Fausto Nosè (1971-1975) - 108 Arnaldo Felloni (1958-1961) 108 Luciano Favasuli (2010-2014) | Serie C2 - 89 Paolo Andreotti (1996-1999) - 75 Emiliano Niccolini (1996-1999) - 60 Gerry Cavallo (1996-1998) - 59 Ildebrando Stafico (1996-1998) - 58 Davide Cei (1997-1999) - 56 Gianluca Savoldi (1996-1998) - 50 Alessio Schiaffino (1996-1999) - 44 Guglielmo Baldini (1996-1998) - 37 Massimo Belluomini (1996-1998) - 34 Oscar Verderame (1998-1999) |

### Record di reti
| Campionato - 78 Enzo Loni (1945-1956) - 71 Danilo Sbrana (1919-1925) - 64 Alessandro Duè (1930-1936) - 48 Angelo Pomponi (1933-1937) - 44 Giorgio Barbana (1976-1980) 44 Natale Faccenda (1937-1940, 1941-1943) - 41 Sergio Bertoni (1935-1938) - 40 Lamberto Piovanelli (1986-1991) - 40 Michele Marconi (2019-2021) - 39 Alberto Merciai (1920-1929) | Coppa Italia - 11 Wim Kieft (1983-1986) - 8 Lamberto Piovanelli (1986-1991) - 5 Paolo Baldieri (1984-1986) 5 Mario Been (1988-1990) 5 Loredano Ricoveri (1958-1959) 5 Francis Severeyns (1988-1989) - 4 Sergio Bertoni (1935-1938) 4 Marco Ferrante (1991-1992) 4 Lorenzo Scarafoni (1991-1993) - 3 8 calciatori |

| Serie A - 19 Klaus Berggreen (1982-1984, 1985-1986) - 13 Lamberto Piovanelli (1987-1989, 1990-1991) - 11 Michele Padovano (1990-1991) - 10 Wim Kieft (1983-1984, 1985-1986) - 7 Giuseppe Incocciati (1988-1989) - 6 Luigi Mascalaito (1968-1969) 6 Giampaolo Piaceri (1968-1969) - 5 Pasquale Casale (1982-1983) - 4 Daniele Bernazzani (1987-1989) 4 Davide Lucarelli (1987-1989, 1990-1991) 4 Ciro Muro (1985-1986) 4 Maurizio Neri (1990-1991) 4 Diego Simeone (1990-1991) 4 Enrico Todesco (1982-1983) | Serie B - 57 Enzo Loni (1946-1952) - 44 Natale Faccenda (1937-1940, 1941-1943) - 41 Sergio Bertoni (1935-1938) - 37 Angelo Pomponi (1934-1937) - 32 Elio Bertoni (1938-1941) - 30 Giorgio Giorgioni (1946-1950) - 27 Lamberto Piovanelli (1986-1987, 1989-1990) - 27 Sergio Vergazzola (1948-1950) - 26 Michele Marconi (2019-2021) - 25 Piero Trapanelli (1948-1951) |

| Serie C1 - 41 Giorgio Barbana (1976-1979) - 31 Rachid Arma (2013-2015) - 27 Alessandro Ambrosi (2002-2004) - 24 Guido Bona (1959-1963) - 23 Giuseppe Cosma (1962-1965, 1971-1972) - 21 Luciano Favasuli (2010-2014) - 20 Gianni Bui (1961-1962) 20 Claudio Di Prete (1976-1979) 20 Giacomo Lorenzini (2003-2005) 20 Massimiliano Varricchio (2000, 2001-2003) | Serie C2 - 23 Paolo Andreotti (1996-1999) - 18 Gerry Cavallo (1996-1998) - 17 Gianluca Savoldi (1996-1998) - 15 Alessandro Muoio (1998-1999) - 8 Davide Ricci (1998-1999) - 6 Pasquale Minuti (1996-1997) - 5 Pasquale Logarzo (1998-1999) 5 Mirko Pagliarini (1997-1998) - 4 Alessandro Andreini (1996-1998) - 3 Danilo Neri (1997-1999) 3 Emiliano Niccolini (1996-1999) |

Dati aggiornati al 27 luglio 2022.

### Record individuali stagionali
La seguente tabella riporta i record stagionali individuali del Pisa ed è riferito alle sole partite di campionato.
| Stagione                                                | Presenze                                                        | Nr  | Gol                                                              | Nr |
| Prima Categoria 1912-1913                               | Manlio Mattiello Luigi Eschini                                  | 6   | Achille Brioschi                                                 | 2  |
| Prima Categoria 1913-1914                               | Manlio Mattiello                                                | 13  | Manlio Mattiello Luigi Eschini Stefano Scotti Gustavo Schiavelli | 2  |
| Prima Categoria 1914-1915                               | Luigi Eschini Luigi Poggetti Marino Scotti                      | 16  | Marino Scotti                                                    | 18 |
| Prima Categoria 1919-1920                               | Manlio Mattiello Renato Bartoletti Aristide Viale Gino Dovichi  | 13  | Marino Scotti                                                    | 13 |
| Prima Categoria 1920-1921                               | Renato Bartoletti Luigi Giuntoli                                | 19  | Nicola Corsetti                                                  | 10 |
| Prima Divisione 1921-1922                               | Renato Bartoletti Nicola Corsetti                               | 22  | Danilo Sbrana                                                    | 21 |
| Prima Divisione 1922-1923                               | Enrico Colombari                                                | 21  | Danilo Sbrana                                                    | 11 |
| Prima Divisione 1923-1924                               | Danilo Sbrana Angelo Bedini Enrico Colombari                    | 22  | Danilo Sbrana                                                    | 14 |
| Prima Divisione 1924-1925                               | Angelo Bedini                                                   | 22  | Danilo Sbrana                                                    | 10 |
| Prima Divisione 1925-1926                               | Ezio Vettori                                                    | 21  | Alberto Merciai Mario Badiani                                    | 4  |
| Prima Divisione 1926-1927                               | Athos Artigiani Donovario Bugni Gaddo                           | 18  | Marino Favati                                                    | 4  |
| Prima Divisione 1927-1928                               | Alfio Gagliardi Alessandro Grassini Ivano Guerrini Ezio Vettori | 18  | Alfio Gagliardi                                                  | 6  |
| Prima Divisione 1928-1929                               | Ivano Guerrini Bruno Terrestri                                  | 26  | Alfio Gagliardi                                                  | 8  |
| Prima Divisione 1929-1930                               | Athos Artigiani Zelante Salvatorini Aldo Vettori                | 24  | Alessandro Grassini Zelante Salvatorini                          | 7  |
| Prima Divisione 1930-1931                               | Athos Artigiani Vasco Artigiani                                 | 26  | Alessandro Duè                                                   | 8  |
| Prima Divisione 1931-1932                               | Athos Artigiani Vasco Artigiani                                 | 30  | Alessandro Duè                                                   | 17 |
| Prima Divisione 1932-1933                               | Aurelio Ciabatti                                                | 25  | Alessandro Duè                                                   | 9  |
| Prima Divisione 1933-1934                               | Alessandro Duè Orlando Tognotti                                 | 35  | Alessandro Duè                                                   | 20 |
| Serie B 1934-1935                                       | Mario Tonali                                                    | 29  | Armando Preti                                                    | 13 |
| Serie B 1935-1936                                       | Mario Tonali                                                    | 34  | Ugo Conti                                                        | 15 |
| Serie B 1936-1937                                       | Lorenzo Suber                                                   | 30  | Angelo Pomponi                                                   | 20 |
| Serie B 1937-1938                                       | Sergio Bertoni Sergio Marchi Paolo Vannucci                     | 30  | Sergio Bertoni                                                   | 22 |
| Serie B 1938-1939                                       | Alessandro Ciferri Natale Faccenda Mario Nicolini Luigi Strobbe | 34  | Elio Bertoni                                                     | 15 |
| Serie B 1939-1940                                       | luigi Strobbe Natale Faccenda Mario Tonali                      | 32  | Elio Bertoni                                                     | 13 |
| Serie B 1940-1941                                       | Eto Soldani                                                     | 34  | Renzo Pini                                                       | 9  |
| Serie B 1941-1942                                       | Pietro Acquarone                                                | 34  | Dante Di Benedetti                                               | 13 |
| Serie B 1942-1943                                       | Umberto Mannocci                                                | 33  | Giuseppe Vigo                                                    | 13 |
| Serie C 1945-1946 (Lega Nazionale Centro-Sud)           | Enzo Loni Luciano Filippelli                                    | 25  | Franco Grillone                                                  | 12 |
| Serie B 1946-1947                                       | Enzo Loni                                                       | 40  | Enzo Loni                                                        | 11 |
| Serie B 1947-1948                                       | Enzo Loni Luciano Filippelli Luciano Nicolini                   | 34  | Roberto Lerici                                                   | 16 |
| Serie B 1948-1949                                       | Enzo Loni Piero Trapanelli                                      | 37  | Sergio Vergazzola                                                | 14 |
| Serie B 1949-1950                                       | Varo Bravetti                                                   | 42  | Sergio Vergazzola                                                | 13 |
| Serie B 1950-1951                                       | Marcello Castoldi                                               | 40  | Enzo Loni                                                        | 11 |
| Serie B 1951-1952                                       | Armando Cavazzuti                                               | 37  | Armando Cavazzuti                                                | 10 |
| Serie C 1952-1953                                       | Luciano Nicolini                                                | 34  | Franco Bassetti                                                  | 9  |
| Serie C 1953-1954                                       | Luciano Nicolini                                                | 28  | Elio Canonico                                                    | 6  |
| IV Serie 1954-1955                                      | Giovanni Dell'Angelo                                            | 33  | Enzo Loni                                                        | 7  |
| IV Serie 1955-1956                                      | Eugenio Fascetti                                                | 30  | Alvise Minin                                                     | 12 |
| Promozione Toscana 1956-1957                            | Carlo Del Buono Enrico Ribechini Alfonso Sicurani               | 33  | Enrico Ribechini                                                 | 32 |
| Campionato Interregionale - Seconda Categoria 1957-1958 | Arnaldo Felloni                                                 | 30  | Loredano Ricoveri                                                | 12 |
| Serie C 1958-1959                                       | Arnaldo Felloni                                                 | 40  | Loredano Ricoveri                                                | 7  |
| Serie C 1959-1960                                       | Arnaldo Felloni                                                 | 34  | Virginio De Paoli                                                | 13 |
| Serie C 1960-1961                                       | Arnaldo Felloni                                                 | 34  | Giorgio Bettini Guido Bona                                       | 6  |
| Serie C 1961-1962                                       | Aquilino De Petrillo Francesco Mungai Carlo Vannini             | 34  | Gianni Bui                                                       | 20 |
| Serie C 1962-1963                                       | Guido Bona Aquilino De Petrillo Bruno Gioia                     | 28  | Giuseppe Cosma                                                   | 8  |
| Serie C 1963-1964                                       | Luciano Federici                                                | 34  | Agide Lenzi                                                      | 7  |
| Serie C 1964-1965                                       | Carlo Cervetto Adelio Colombo Claudio Guglielmoni               | 34  | Carlo Cervetto                                                   | 15 |
| Serie B 1965-1966                                       | Adelio Colombo Carlo Ripari                                     | 38  | Giuseppe Cosma                                                   | 11 |
| Serie B 1966-1967                                       | Roberto Gasparroni                                              | 38  | Pier Luigi Galli                                                 | 5  |
| Serie B 1967-1968                                       | Fabrizio Barontini                                              | 40  | Giampaolo Piaceri                                                | 14 |
| Serie A 1968-1969                                       | Giampaolo Piaceri Piero Gonfiantini                             | 30  | Giampaolo Piaceri Luigi Mascalaito                               | 6  |
| Serie B 1969-1970                                       | Piero Gonfiantini                                               | 38  | Piero Baisi                                                      | 8  |
| Serie B 1970-1971                                       | Fabrizio Barontini                                              | 38  | Giampaolo Piaceri Domenico Parola                                | 6  |
| Serie C 1971-1972                                       | Piero Gonfiantini                                               | 36  | Aldo Busilacchi                                                  | 9  |
| Serie C 1972-1973                                       | Luca Giannini Corrado Leardi                                    | 35  | Emo Giannotti Sandro Joan Nevio Vinciarelli                      | 4  |
| Serie C 1973-1974                                       | Fausto Nosè                                                     | 36  | Sergio Cini                                                      | 8  |
| Serie C 1974-1975                                       | Corrado Leardi                                                  | 38  | Emo Giannotti                                                    | 9  |
| Serie C 1975-1976                                       | Maurizio Scotto                                                 | '38 | Giancarlo Pulitelli Vladimiro Zunino                             | 8  |
| Serie C 1976-1977                                       | Claudio Di Prete                                                | 38  | Giorgio Barbana                                                  | 11 |
| Serie C 1977-1978                                       | Claudio Di Prete Giorgio Barbana Walter Ciappi                  | 38  | Giorgio Barbana                                                  | 15 |
| Serie C1 1978-1979                                      | Patrizio Minozzi                                                | 33  | Giorgio Barbana                                                  | 15 |
| Serie B 1979-1980                                       | Walter Ciappi Arturo Vianello Sirio D'Alessandro                | 38  | Aldo Cantarutti                                                  | 6  |
| Serie B 1980-1981                                       | Stefano Garuti Luigi Gozzoli                                    | 36  | Aldo Cantarutti                                                  | 12 |
| Serie B 1981-1982                                       | Luigi Gozzoli Pasquale Casale                                   | 38  | Pasquale Casale                                                  | 15 |
| Serie A 1982-1983                                       | Pasquale Casale Alessandro Mannini                              | 30  | Klaus Berggreen                                                  | 9  |
| Serie A 1983-1984                                       | Alessandro Mannini                                              | 30  | Klaus Berggreen                                                  | 7  |
| Serie B 1984-1985                                       | Alessandro Mannini Klaus Berggreen Roberto Chiti Wim Kieft      | 38  | Wim Kieft                                                        | 15 |
| Serie A 1985-1986                                       | Wim Kieft Paolo Baldieri Giuseppe Volpecina                     | 30  | Wim Kieft Paolo Baldieri                                         | 7  |
| Serie B 1986-1987                                       | Antonio Cavallo Luca Cecconi                                    | 36  | Luca Cecconi                                                     | 10 |
| Serie A 1987-1988                                       | Alessandro Nista                                                | 30  | Davide Lucarelli Lamberto Piovanelli Daniele Bernazzani          | 3  |
| Serie A 1988-1989                                       | Daniele Bernazzani Antonio Cavallo                              | 31  | Giuseppe Incocciati                                              | 7  |
| Serie B 1989-1990                                       | Luigi Simoni Antonio Cavallo Alessandro Calori                  | 37  | Lamberto Piovanelli                                              | 18 |
| Serie A 1990-1991                                       | Henrik Larsen Aldo Dolcetti Maurizio Neri                       | 33  | Michele Padovano                                                 | 11 |
| Serie B 1991-1992                                       | Marco Ferrante                                                  | 37  | Marco Ferrante                                                   | 13 |
| Serie B 1992-1993                                       | Franco Rotella                                                  | 36  | Lorenzo Scarafoni                                                | 8  |
| Serie B 1993-1994                                       | Franco Rotella Massimo Susic Pasquale Rocco                     | 35  | Pasquale Rocco Roberto Muzzi                                     | 8  |
| Eccellenza Toscana 1994-1995                            | Simone Felici                                                   | 33  | Manuel Simonetti                                                 | 6  |
| Campionato Nazionale Dilettanti 1995-1996               | Alessandro Baroni Emiliano Niccolini                            | 31  | Paolo Andreotti                                                  | 6  |
| Serie C2 1996-1997                                      | Massimo Andreotti                                               | 33  | Gianluca Savoldi                                                 | 9  |
| Serie C2 1997-1998                                      | Jerry Cavallo                                                   | 31  | Jerry Cavallo                                                    | 12 |
| Serie C2 1998-1999                                      | Oscar Verderame Alessandro Muoio                                | 33  | Alessandro Muoio                                                 | 13 |
| Serie C1 1999-2000                                      | Dario Rossi                                                     | 33  | Gianluca Savoldi                                                 | 11 |
| Serie C1 2000-2001                                      | Domenico Costanzo                                               | 31  | Domenico Costanzo                                                | 9  |
| Serie C1 2001-2002                                      | Giuseppe Anaclerio                                              | 30  | Massimiliano Varricchio                                          | 12 |
| Serie C1 2002-2003                                      | Riccardo Bettini                                                | 33  | Alessandro Ambrosi                                               | 15 |
| Serie C1 2003-2004                                      | Riccardo Bettini                                                | 32  | Alessandro Ambrosi                                               | 12 |
| Serie C1 2004-2005                                      | Stefano Bono                                                    | 35  | Giacomo Lorenzini                                                | 10 |
| Serie C1 2005-2006                                      | Christian Puggioni                                              | 33  | Eddy Baggio                                                      | 11 |
| Serie C1 2006-2007                                      | Edoardo Braiati                                                 | 32  | Fabrizio Ferrigno                                                | 8  |
| Serie B 2007-2008                                       | José Ignacio Castillo Diego Gabriel Raimondi                    | 40  | José Ignacio Castillo                                            | 21 |
| Serie B 2008-2009                                       | Federico Viviani Alessandro Birindelli                          | 37  | Giuseppe Greco                                                   | 10 |
| Serie D 2009-2010                                       | ?                                                               | ?   | Marco Carparelli                                                 | 13 |
| Lega Pro Prima Divisione 2010-2011                      | ?                                                               | ?   | Marco Carparelli                                                 | 11 |
| Lega Pro Prima Divisione 2011-2012                      | ?                                                               | ?   | Raffaele Perna                                                   | 15 |
| Lega Pro Prima Divisione 2012-2013                      | ?                                                               | ?   | Francesco Favasuli                                               | 11 |
| Lega Pro Prima Divisione 2013-2014                      | ?                                                               | ?   | Rachid Arma                                                      | 15 |
| Lega Pro 2014-2015                                      | Alberto Pelagotti                                               | 36  | Rachid Arma                                                      | 16 |
| Lega Pro 2015-2016                                      | Luca Verna                                                      | 36  | Ignacio Lores Varela                                             | 11 |
| Serie B 2016-2017                                       | Daniele Mannini Alessandro Longhi (calciatore) Luca Verna       | 37  | Daniele Mannini Gaetano Masucci                                  | 4  |
| Serie C 2017-2018                                       | Robert Gucher                                                   | 37  | Umberto Eusepi                                                   | 8  |